# Ljoeban
Ljoeban (Russisch: Любань) is een stadje in het district Tosnenski van de Russische oblast Leningrad. Het ligt op 85 kilometer ten zuidoosten van Sint-Petersburg, op de rechteroever van de Tigoda.
De nederzetting wordt reeds in de kadasters van Novgorod (1499-1500) vermeld. Het kreeg de status van stad in 1912. Het ligt aan de spoorlijn Sint-Petersburg - Moskou.

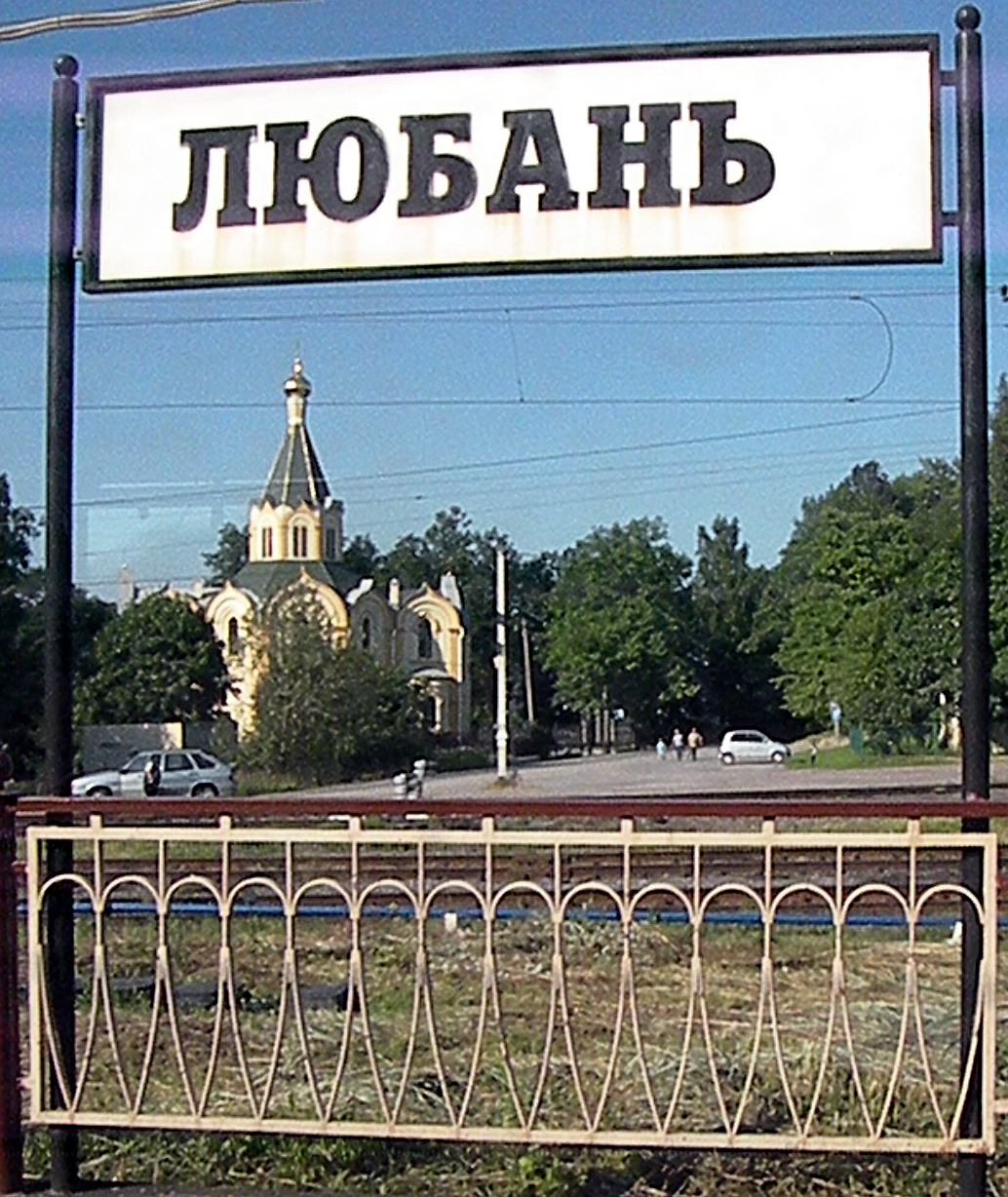
Ljoeban

Bestuurlijk centrum: Sint-Petersburg (geen onderdeel van de oblast)

Steden: Boksitogorsk · Gatsjina · Ivangorod · Kamennogorsk · Kingisepp · Kirisji · Kirovsk · Kommoenar · Ljoeban · Lodejnoje Pole · Loega · Nikolskoje · Novaja Ladoga · Otradnoje · Pikaljovo · Podporozje · Primorsk · Priozersk · Sertolovo · Sjasstroj · Sjlisselburg · Slantsy · Sosnovy Bor · Svetogorsk · Tichvin · Tosno · Volchov · Volosovo · Vsevolozjsk · Vyborg · Vysotsk

Stedelijke districten: Sosnovy Bor

Gemeentelijke districten: Boksitogorski · Gatsjinski · Kingiseppski · Kirisjski · Kirovski · Lodejnopolski · Loezjski · Lomonosovski · Podporozjski · Priozerski · Slantsevski · Tichvinski · Tosnenski · Volchovski · Volosovski · Vsevolozjski · Vyborgski